# Santa Ana (tổng)
Santa Ana là một  tổng ở tỉnh San José thuộc Costa Rica. Tổng này có diện tích 61,42 km², và dân số là 36.963 người. Thủ phủ của tổng này là Santa Ana.
Tổng có hình tam giác có biên giới phía bắc là sông Virilla và kéo dài về phía nam bao gồm một phần của Cerros de Escazú. Tổng Santa Ana được thành lập theo sắc lệnh ngày 29 tháng 8 năm 1907.

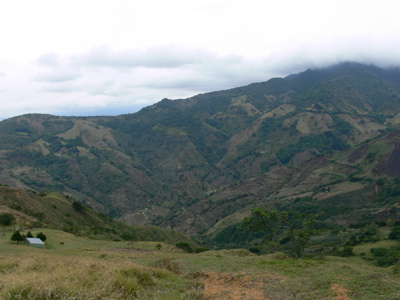
Núi ở Salitral, Santa Ana.

Tổng Santa Ana được chia thành 6 huyện.
1. Santa Ana
2. Salitral
3. Pozos
4. Uruca
5. Piedades
6. Brasil